# 索恩弗里站
索恩弗里站（丹麥語：Sorgenfri Station）是西兰岛北线铁路的一个中途站，现由丹麦国家铁路下属的哥本哈根市郊铁路使用，因附近的无忧宫而得名。 无忧站于1936年5月15日启用，启用初期便有哥本哈根市郊铁路列车停靠。 启用初期的站址位于今罗特滕堡街（丹麥語：Lottenborgvej）一带。1955年，因修建灵比高速公路占用原车站所属土地，索恩弗里站搬至原址西北方250米外的现址。